# Переш Євген Юлійович
 Пе́реш Євге́н Ю́лійович  (* 24 жовтня 1942, с. Осій Іршавського району Закарпатської області) — український хімік. Доктор хімічних наук, професор, лауреат Державної премії України в галузі науки і техніки.

## Біографія
Є. Ю. Переш народився 24 жовтня 1942 року в с. Осій Іршавського району Закарпатської області. Золотий медаліст Іршавської середньої школи у 1959 році поступив на перший курс хімічного факультету Ужгородського державного університету. Вже на четвертому році навчання у вузі визначився як майбутній спеціаліст у галузі хімії напівпровідників, працюючи лаборантом кафедри загальної та неорганічної хімії.
Після року строкової військової служби Є. Ю. Переш у вересні 1965 року зараховується на посаду асистента, кафедри загальної та неорганічної хімії УжДУ. У 1967 — 1970 роках навчається в аспірантурі Ужгородського університету. Під керівництвом М. І. Головея виконує і в 1971 році у Львівському державному університеті ім. І. Я. Франка захищає дисертацію «Синтез і дослідження властивостей метатіо- та метаселеновісмутитів лужних металів» на здобуття вченого ступеня кандидата хімічних наук.
Після завершення навчання в аспірантурі Євген Юлійович працює асистентом кафедри хімії напівпровідників Ужгородського університету. У 1975 році обирається на посаду старшого викладача, а у 1984 році стає доцентом цієї кафедри.
У червні 1987 року в Інституті загальної та неорганічної хімії ім. М. С. Курнакова АН СРСР (м. Москва) Є. Ю. Переш захистив дисертацію «Складні халькогеніди і галогеніди металів I—IV груп періодичної системи елементів Д. І. Менделєєва» і здобув вчений ступінь доктора хімічних наук.
У 1988 році Є. Ю. Переш обирається професором кафедри неорганічної хімії УжДУ, а в листопаді 1993 року очолює цю кафедру. Вчене звання професора йому присвоюється 12 вересня 1989 року.

## Науковий доробок
Є. Ю. Переш є знаним спеціалістом у галузі неорганічного матеріалознавства та хімії твердого тіла. Він встановив механізм обмінних реакцій синтезу метатіо- та метаселеновісмутитів лужних металів, що в подальшому сприяло одержанню десятків аналогів цих сполук. Вперше здійснив детальний аналіз халькогенідних та галогенідних систем на основі елементів І, III—V груп періодичної системи з позиції фізико-хімічного критерію з врахуванням природи хімічного зв'язку і термодинамічної стабільності бінарних фаз, що складають потрійні системи, на підставі чого було зроблено вибір перспективних систем з точки зору можливості утворення в них складних халькогенідних та галогенідних сполук. Під його керівництвом здійснені комплексні дослідження фазових рівноваг у десятках систем, за результатами яких переконливо показано, що всупереч традиційному підходу до проблеми вибору раціонального складу для синтезу та вирощування монокристалів складних речовин з відтворюваними параметрами необхідні дані про області гомогенності цих сполук. Це дозволило розробити технологічні режими одержання десятків монокристалів складних халькогенідних, галогенідних та галогенхалько-генідних сполук, найперспективніші з яких рекомендовано для практичного використання.

## Винахідницька робота
Є. Ю. Переш опублікував понад 200 наукових праць, є співавтором 5 винаходів, монографії "Сложные халькогениды в системах АI-ВIII-CVI, підручника «Хімія твердого тіла». Він був науковим керівником 9 захищених кандидатських дисертацій, ініціатором і організатором трьох науково-практичних конференцій з проблем хімії, фізики і технології халькогенідів та халькогалогенідів, є членом Координаційної ради з проблеми «Неорганічна хімія» при НАН України. В складі творчого колективу у 2000 році став лауреатом Державної премії України в галузі науки і техніки.